# 기옹영정
기옹영정(碁翁影幀)은 전라남도 장성군 장성읍 안평리에 있는 기옹 변종락(邊宗洛)의 영정이다. 1977년 10월 20일 전라남도의 유형문화재 제67호로 지정되었다.

## 개요
조선시대의 문신인 기옹 변종락 선생을 그린 초상화이다. 선생의 회갑 때 어느 승려가 그린것이라고 전하는데, 조선시대 사대부를 그린 일반적인 초상화 양식과는 거리가 있어 풍속화적인 인물화인 듯 하다.
즉, 사대부의 엄숙함과 유학자의 분위기가 감도는 분위기를 그려내고자 하기보다는 오히려 선생에 대해 전해오는 일화들을 형상화하고 있다. 화면 안에 배치된 바둑판·바둑알·술병·담뱃대 등은 선생이 장성읍 장안리에 거주하면서 동구 앞에 연못을 파고, 그 가운데 섬을 만들어 정자를 짓고 바둑과 글을 잘 하는 명인들과 함께 바둑 및 술과 글로써 여생을 보냈다고 하는 그에 대한 일화를 전달하기 위한 요소들이라 할 수 있다.
건과 의복을 정비하고 두 손을 앞으로 모아 공수자세를 취한 자세는 그다지 자연스럽지 못하여 그의 인격과 개성을 전달하기엔 부족하다. 다만 화면 구성상 특이한 초상화의 한 예로서 주목할 만하다.

## 참고 문헌
- 기옹영정 - 국가유산청 국가유산포털